# Mario Giani
Mario Giani (10. února 1912 Serravalle Scrivia, Italské království – 1975) byl italský fotbalový brankář.
Za reprezentaci neodchytal žádné utkání, ale byl v nominaci na OH 1936, kde získal zlatou medaili.

## Úspěchy

### Reprezentační
- 1x na OH (1936 - zlato)